# Guillermo Rodríguez Lara

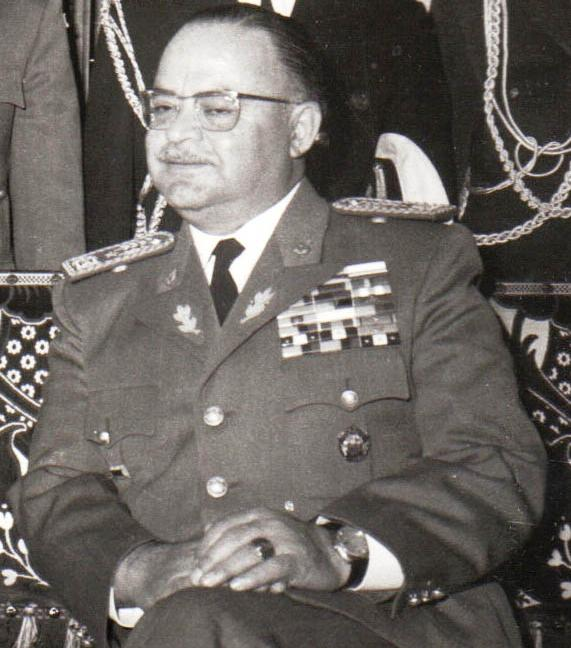
Guillermo Rodríguez Lara

Guillermo Rodríguez Lara (Pujilí, 4 november 1923) is een Ecuadoraanse voormalig militair. Als dictator was hij tussen 1972 en 1976 president van zijn land.
Generaal Rodríguez Lara kwam op 15 februari 1972 als opperbevelhebber van het leger aan de macht via een staatsgreep. Hij voerde een nieuwe oliepolitiek door. De vorige president Otto Arosemena Gómez (1966-1968) en enkele van zijn ministers werden ervan beschuldigd geheime prijsafspraken te hebben gemaakt met het Amerikaanse consortium ADA voor het verlenen van olieconcessies in de Golf van Guayaquil. De oliemaatschappijen werden verplicht nieuwe overeenkomsten te sluiten waarbij werd overeengekomen dat staatsoliemaatschappij CEPE voor een groot deel zou deelnemen aan de productie. Met de verhoogde olie-inkomsten wilde Rodríguez Lara een vijfjarenplan bekostigen om de voedselproductie van zijn land te verhogen.
Op 11 januari 1976 werd Rodríguez Lara zonder bloedvergieten van de macht verdreven in een coup geleid door Alfredo Poveda Burbano.
Hij is inmiddels honderdplusser